# Good Riddance
Cet article concerne un groupe rock. Pour la chanson du groupe Green Day, voir Good Riddance (Time of Your Life).
Good Riddance est un groupe de hardcore mélodique américain, originaire de Santa Cruz, en Californie. Il est initialement formé en 1986 et séparé en 2007. Le groupe se reforme en 2012.

## Biographie
Le groupe a longtemps été influencé par les vieux groupes de punk hardcore des États-Unis. Ils sont maintenant reconnus pour jouer des chansons punk très rapides et des mélodies accrocheuses. Les paroles de leurs chansons varient de politique à des analyses critiques de la société américaine menant jusqu'à l'aliénation. Ils sont aussi créateurs de chansons lentes et romantiques. Russ Rankin (chant) et Luke Pabich (guitare) ont joué aux côtés de State of Grace jusqu'à la sortie de Decoy publié en 1994. Tous les membres sont dans des projets parallèles. Pabich et Sean Sellers (batterie) joue dans Outlie, Chuck Platt (Basse) dans I Want Out et Rankin joue auprès de Only Crime. Tous les membres du groupe sont végétariens. Le groupe soutient par ailleurs le PETA et le Parti Vert des États-Unis.
À noter que leur chanson Darkest Days est présente sur la bande originale du jeu de hockey sur glace NHL 07, sport dans lequel Russ Rankin est recruteur. Le 3 avril 2007, le groupe annonce sur son Myspace sa séparation. Les différents membres du groupe poursuivent néanmoins leur activité au sein d'autres groupes.
Le 14 février 2012, le groupe annonce reprendre du service avec notamment une prestation au festival Groezrock à Meerhout en Belgique le 29 avril et trois dates en Espagne pour le Resurrection Festival les 2, 3 et 4 août. Selon Russ Rankin, Good Riddance prévoit une entrée en studio à la fin de 2014 pour l'enregistrement d'un nouvel album. L'album, intitulé Peace in Our Time, est publié en avril 2015 chez Fat Wreck Records. L'album, intitulé Thoughts and Prayers, est publié en avril 2019 chez Fat Wreck Records.

## Membres

### Membres actuels
- Russ Rankin - chant (1986-2007, depuis 2012)
- Luke Pabich - guitare (1986-2007, depuis 2012)
- Chuck Platt - basse (1986-2007, depuis 2012)
- Sean Sellers - batterie (1996-1999, 2006-2007, depuis 2012)

### Anciens membres
- Rich McDermott - batterie (1986-1996)
- Dave Wagenschutz - batterie  (1999-2006)

## Discographie

### Albums studio
- 1995 : For God and Country
- 1996 : A Comprehensive Guide to Moderne Rebellion
- 1998 : Ballads from the Revolution
- 1999 : Operation Phoenix
- 2001 : Symptoms of a Leveling Spirit
- 2003 : Bound by Ties of Blood and Affection
- 2006 : My Republic
- 2015 : Peace in Our Time
- 2019 : Thoughts and Prayers

### EP et splits
- 1994 : Decoy (EP)
- 1996 : Ignite/Good Riddance 7" (split avec Ignite)
- 2000 : The Phenomenon of Craving (EP)
- 2001 : Good Riddance/Kill Your Idols (split avec Kill Your Idols)

### Compilation
- Cover Ups (compilation de reprises)

## Vidéographie
- 2001 : Exposed! 1994-1999 (VHS)